# Biskupice (Polonia)
Biskupice è un comune rurale polacco del distretto di Wieliczka, nel voivodato della Piccola Polonia.
Ricopre una superficie di 41,0 km² e nel 2004 contava 8 572 abitanti.